# Paleoceno
| Era Eratema | Periodo Sistema | Época Serie | Edad Piso                | Inicio, en millones de años |
| ----------- | --------------- | ----------- | ------------------------ | --------------------------- |
| Cenozoico   | Cuaternario     | Cuaternario | Cuaternario              | 2,588                       |
| Cenozoico   | Neógeno         | Neógeno     | Neógeno                  | 23,04                       |
| Cenozoico   | Paleógeno       | Oligoceno   | Chattiense Chattiano     | 27,3                        |
| Cenozoico   | Paleógeno       | Oligoceno   | Rupeliense Rupeliano     | 33,9                        |
| Cenozoico   | Paleógeno       | Eoceno      | Priaboniense Priaboniano | 37,71                       |
| Cenozoico   | Paleógeno       | Eoceno      | Bartoniense Bartoniano   | 41,03                       |
| Cenozoico   | Paleógeno       | Eoceno      | Luteciense Lutetiano     | 48,07                       |
| Cenozoico   | Paleógeno       | Eoceno      | Ypresiense Ypresiano     | 56,00                       |
| Cenozoico   | Paleógeno       | Paleoceno   | Thanetiense Thanetiano   | 59,24                       |
| Cenozoico   | Paleógeno       | Paleoceno   | Selandiense Selandiano   | 61,66                       |
| Cenozoico   | Paleógeno       | Paleoceno   | Daniense Daniano         | 66,0                        |

El Paleoceno es la primera serie y época del Paleógeno en la escala temporal geológica. Sucede al Cretácico Superior (última época del Cretácico) y precede al Eoceno. Comienza hace 66 millones de años y finaliza hace 56 millones de años.
El Paleoceno es inmediatamente posterior a la extinción masiva del final del Cretácico, conocido como límite K-Pg (Cretácico-Paleógeno), que marca la desaparición de los dinosaurios (la extinción masiva del Cretácico-Paleógeno). La desaparición de los dinosaurios dejó sin cubrir la mayoría de los nichos ecológicos en todo el mundo, y el nombre de "Paleoceno" proviene del griego παλαιός (palaios), que significa "viejo", y καινός (kainos), "nuevo" haciendo referencia a la fauna que apareció durante la época, antes de que los modernos órdenes de mamíferos surgieran en el Eoceno

## Subdivisiones
La Comisión Internacional de Estratigrafía reconoce las siguientes edades/pisos del Paleoceno:
- Thanetiense
- Selandiense
- Daniense

El estratotipo del límite inferior del Daniense se encuentra en El Kef (Túnez), datado en 65,5 ± 0,3 millones de años, y que se hace coincidir con la caída del meteorito que produjo el cráter de Chicxulub, en México. Recientemente (2010), se han ratificado formalmente por la Unión Internacional de Ciencias Geológicas los estratotipos de límite inferior globales del Selandiense (hace 61,1 millones de años, que coincide con un brusco descenso global del nivel del mar) y del Thanetiense (hace 58,7 millones de años, que coincide con una inversión repentina del campo magnético terrestre), ambos definidos en la secuencia sedimentaria que aflora en la rasa mareal entre Deva y Zumaya (España).

## Estratigrafía

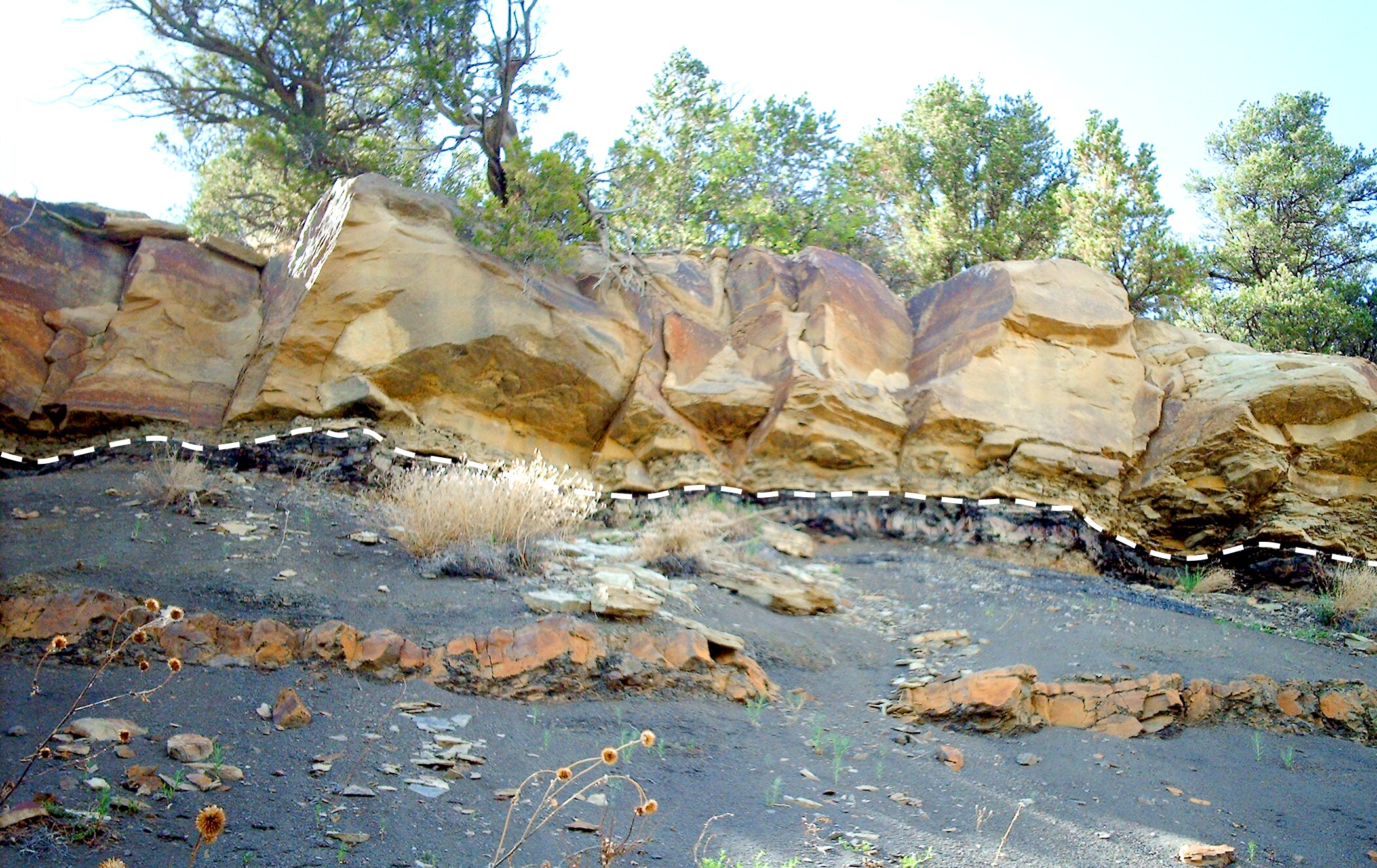
Límite K-Pg (Cretácico-Paleógeno) en Colorado.

El límite K-Pg que marca la separación entre el Cretácico y el Paleógeno es visible en el registro geológico de gran parte de la Tierra como una discontinuidad en la fauna fósil y en una capa con un alta concentración de iridio. También hay pruebas fósiles de los cambios en la flora y la fauna fueron abruptos. Hay algunas pruebas de importantes cambios climáticos, pero de muy corta duración, que pueden haber ocurrido en las primeras décadas del Paleoceno. Existen varias teorías sobre la causa de la extinción, pero la mayoría apoyan la del impacto de un meteorito de 10 kilómetros de diámetro que formó el cráter de Chicxulub en la costa de Yucatán, México.
El final del Paleoceno se caracterizó por uno de los períodos más significativos del cambio global del Cenozoico. El máximo térmico del Paleoceno-Eoceno alteró la circulación atmosférica y oceánica y condujo a la extinción de numerosos foraminíferos bentónicos de aguas profundas y un importante número de los mamíferos terrestres.

## Paleogeografía
En el Paleoceno se continuaron procesos que se habían iniciado durante el Cretácico Tardío: los continentes, derivados de la fragmentación de Pangea fueron tomando la forma actual, continuando la deriva hacia sus posiciones actuales. El supercontinente Laurasia aún no había completado su fragmentación en tres continentes: Europa y Groenlandia estaban todavía conectados, Norteamérica y Asia estaban unidos intermitente por un puente terrestre, mientras que Groenlandia y Norteamérica comienzan a separarse.
Sudamérica y Norteamérica continúan separadas por los mares ecuatoriales (se unirán durante el Neógeno). Los componentes del antiguo supercontinente del sur, Gondwana, esto es, África, Sudamérica, Antártida y Australia continuaron separándose. Australia se empieza a separar de la Antártida. África se dirigió al norte, hacia Europa, cerrando lentamente el Océano Tetis y la India comenzó su migración hacia Asia que daría lugar a una colisión tectónica y a la formación del Himalaya. 
La Orogenia Laramide, iniciada en el Cretácico Tardío, continuó levantando las Montañas Rocosas en el oeste de América, y terminaría en la siguiente época. Los mares interiores de Norteamérica y de Europa habían retrocedido a principios del Paleoceno, para dejar paso a una nueva flora y fauna en las nuevas tierras.

## Clima

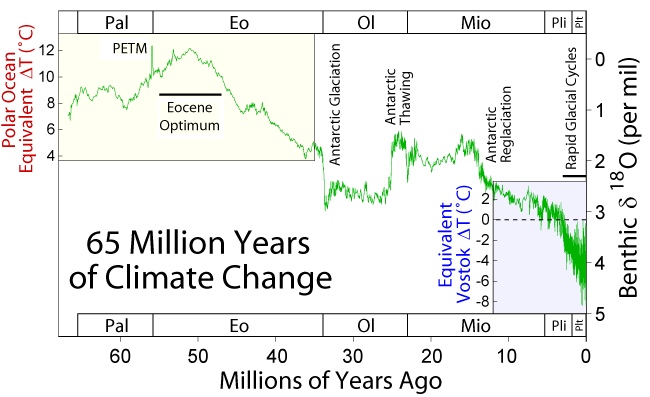
Temperaturas en los últimos 65 millones de años en a base medidas del isótopo ^{18}O. El máximo térmico del Paleoceno-Eoceno está marcado por un pico en la gráfica.

El Paleoceno temprano fue más frío y seco que el precedente Cretácico, aunque las temperaturas se incrementaron considerablemente durante el máximo térmico del Paleoceno-Eoceno. El clima en todo el mundo se hizo cálido y húmedo hacia el límite con el Eoceno, con vegetación subtropical creciendo en Groenlandia y Patagonia, con cocodrilos viviendo frente a las costas de Groenlandia, y primitivos primates en los bosques tropicales de palmeras del norte de Wyoming.
Las zonas polares tuvieron un clima fresco y templado; América del Norte, Europa, Australia y el sur de América del Sur fueron cálidos y templados; en las zonas ecuatoriales había climas tropicales, y al norte y al sur de la zonas ecuatoriales el clima era caluroso y árido.

## Flora
Los estratos terrestres del Paleoceno sobre el límite KT están marcados en muchos lugares por un "pico de helechos": un estrato especialmente rico en fósiles de helechos. Los helechos son a menudo las primeras especies en colonizar las zonas dañadas por los incendios forestales, por lo que este pico puede indicar la devastación del impacto de Chicxulub.
En general, el Paleoceno se caracteriza por el desarrollo de las especies de plantas modernas. Aparecieron cactus y palmeras. Las plantas fósiles del Paleoceno y de los períodos posteriores son generalmente atribuidos a géneros modernos o a otros estrechamente relacionados. Las temperaturas cálidas en todo el mundo dieron lugar a espesos bosques tropicales, subtropicales y caducifolios en todo el mundo (las primeras selvas modernas reconocibles), con las regiones polares libres de hielo y cubiertas por coníferas y árboles de hoja caduca. Sin grandes dinosaurios herbívoros, los bosques del Paleoceno eran probablemente más densos que los del Cretácico. Las plantas con flores (angiospermas), observadas por primera vez en el Cretácico, continúan desarrollándose y proliferando, y a la vez coevolucionan los insectos que se alimentan y polinizan a estas.

## Fauna

### Mamíferos
La extinción de los dinosaurios incidió en una mayor diversidad de mamíferos en este período. Si bien al principio los mamíferos eran pequeños animales nocturnos que se alimentaban de materia vegetal y de pequeños animales como los insectos, a medida que trascurría el Paleoceno ocupaban una mayor variedad de nichos ecológicos. Diez millones de años después de la desaparición de los dinosaurios, la Tierra estaba llena de mamíferos de tipo roedor, mamíferos excavadores de tamaño medio en los bosques, grandes herbívoros y carnívoros cazando otros mamíferos, aves y reptiles.

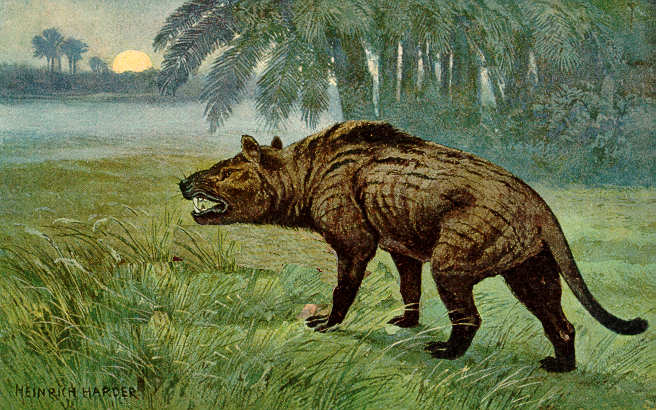
Hyaenodon (Creodonta)
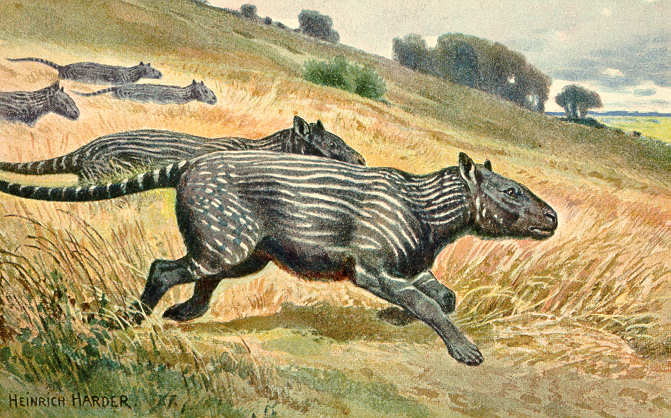
Phenacodus (Condylarthra)
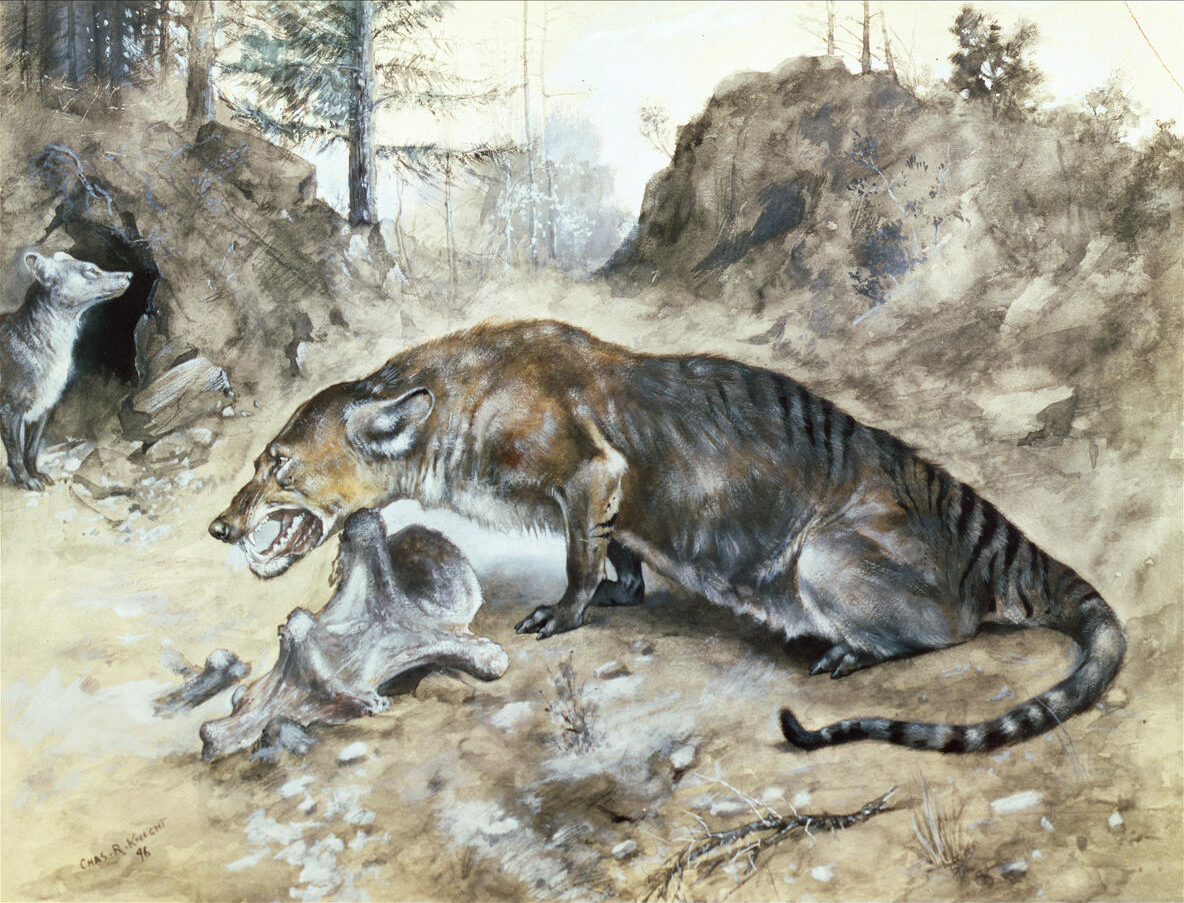
Mesonyx (Mesonychia)
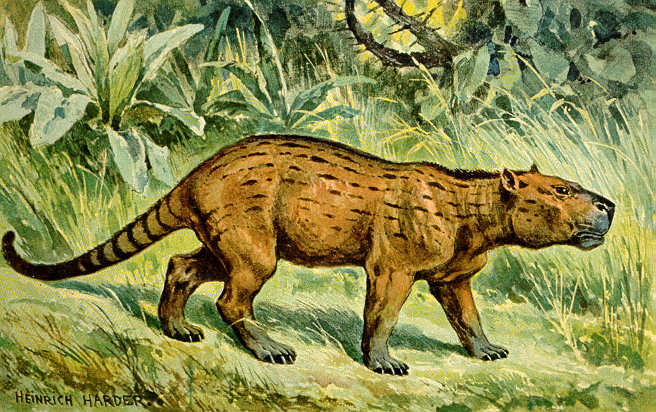
Pantolambda (Pantodonta)

Los mamíferos del Paleoceno incluyen:
- Monotremas, de los que cinco especies han sobrevivido hasta los tiempos modernos: el ornitorrinco y cuatro especies de equidnas. Obdurodon vivió del Paleoceno al Mioceno.
- Marsupiales, entre los cuales se incluye el boliviano Pucadelphys andinus.
- Multituberculados, que es la única gran rama de los mamíferos que se extinguió desde el límite KT. Incluye el animal parecido a un roedor, Ptilodus.
- Placentarios, este grupo de mamíferos se convirtió en el más diverso y exitoso. Incluyen insectívoros, roedores, lémures, primates, creodontos, Plesiadapiformes, protoungulados, incluyendo condilartros y carnívoros mesoniquios y ungulados primitivos, a partir de los cuales evolucionaron diversos grupos, como los caballos, los rinocerontes, los cerdos y los camellos, y los antepasados de carnívoros modernos (miácidos).

Los mamíferos predominantes del período se asocian a grupos que están ahora extintos. Estos incluían los carnívoros creodontos y condilartros, como en el Paleoceno Medio del este de Europa, Asia Oriental, y América del Norte. Los condilartros eran normalmente herbívoros, por ejemplo, el Periptychus del Paleoceno inferior de América del Norte, que aparecieron primero en el Cretáceo Superior con los protungulados y los pantodontes, como Pantolambda, en el Paleoceno medio de América del Norte. Los Plesiadapiformes son un grupo de animales que marcaban la transición entre insectívoros y primates. Otros mamíferos del Paleoceno incluían dos grupos de grandes herbívoros de la época, los tilodontes y los teniodontes, el último incluye Psittacotherium. 

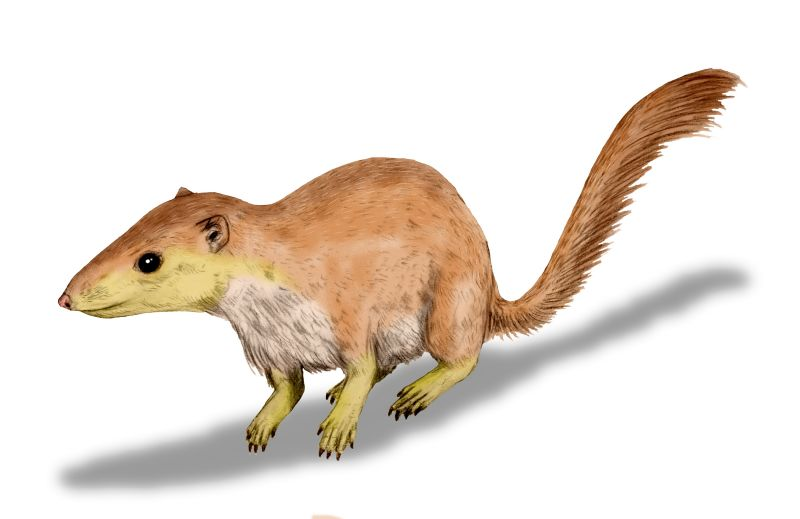
Purgatorius (Euarchontoglires)
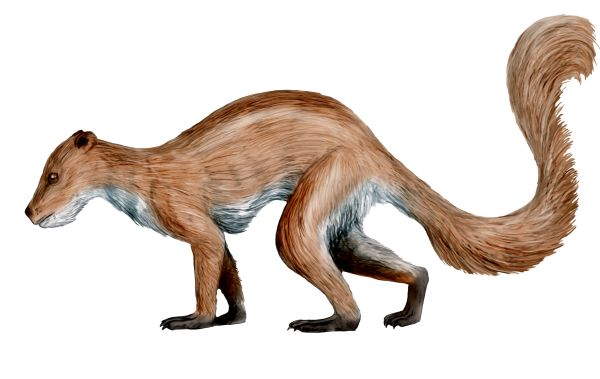
Plesiadapis (Plesiadapiformes)
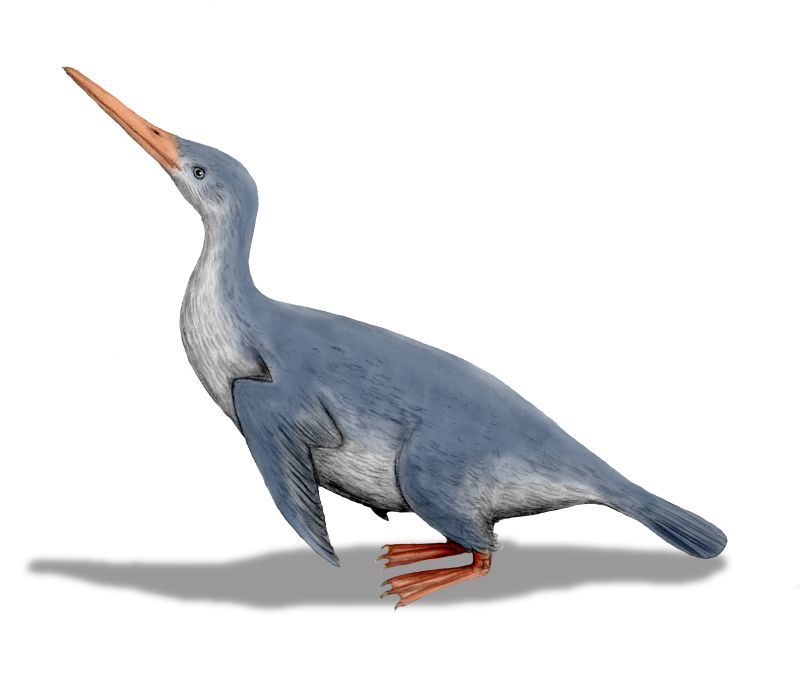
Waimanu (Sphenisciformes)
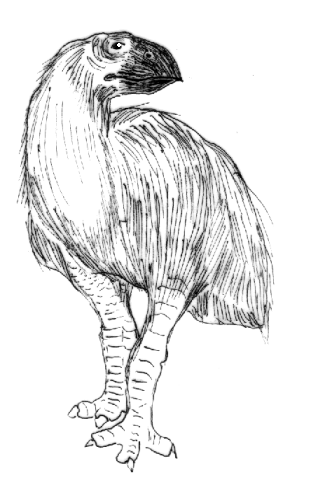
Gastornis (Anseriformes)

### Aves
Las aves comenzaron a diversificarse durante la época, llegando nuevos nichos ecológicos. La mayoría de los tipos de aves modernos habían aparecido a mediados del Cenozoico, incluyendo pájaros, grullas, halcones, pelícanos, garzas, lechuzas, patos, palomas, colimbos y carpinteros. A finales del Paleoceno, aparecieron los primeros búhos, en Ogygoptynx en los Estados Unidos y Berruornis en Francia.
Se han encontrado fósiles en el Paleoceno tardío de grandes aves carnívoras no voladoras (también denominadas aves del terror).

### Reptiles
Los reptiles en su conjunto disminuyeron en tamaño después del evento KT. Sin embargo, debido a las condiciones climáticas del Paleoceno, los reptiles estuvieron más ampliamente distribuidos que en la actualidad. Entre los reptiles subtropicales se encuentran los campsosaurios (reptiles acuáticos que se asemejaban a los modernos gaviales), tortugas de cáscara blanda, serpientes y lagartos varánidos.

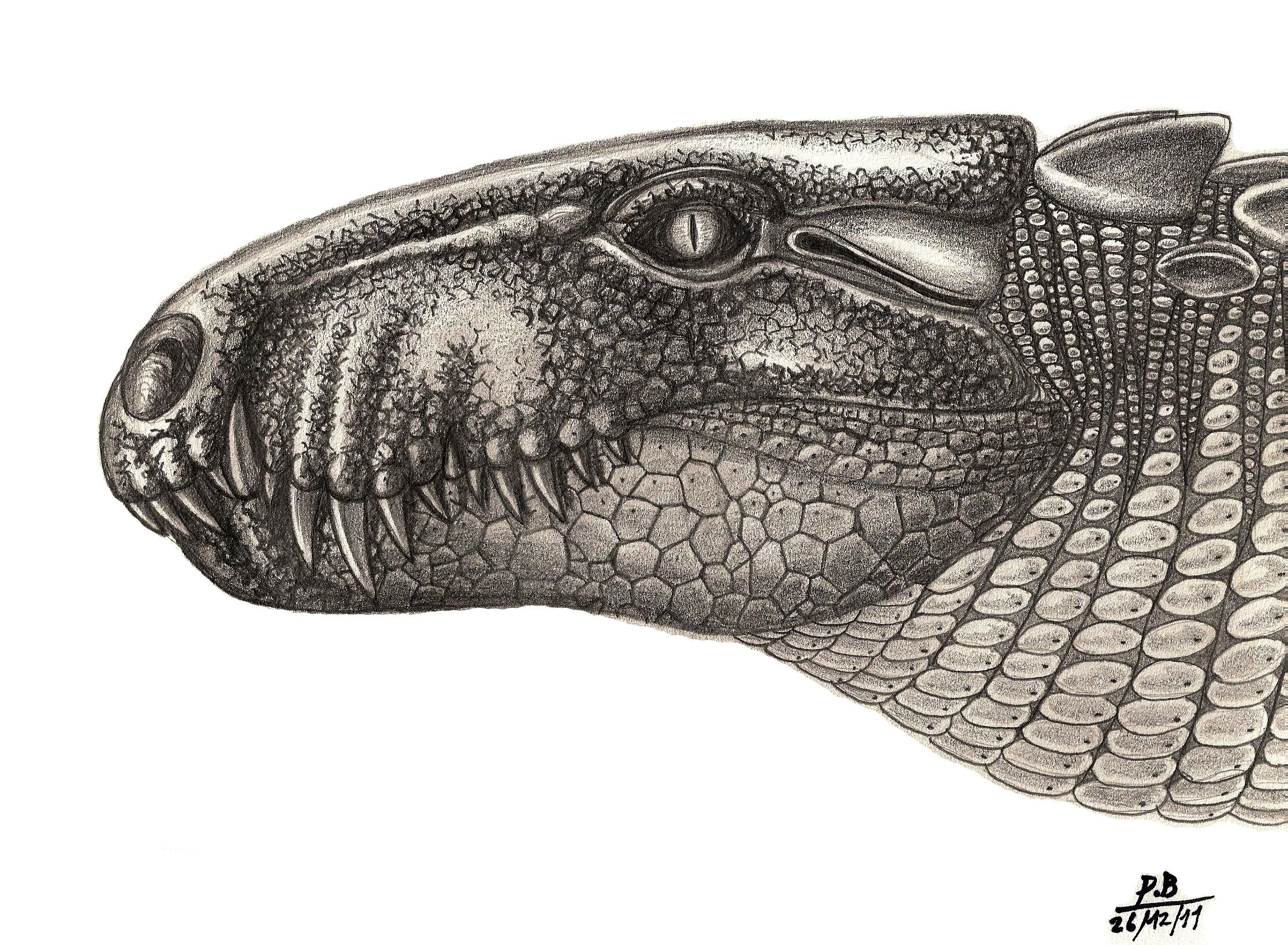
Aspecto de Bretesuchus.

Ejemplos de campsosaurios del Paleoceno incluyen a Champsosaurus gigas, el más grande descubierto. Esta criatura era inusual entre los reptiles del Paleoceno puesto que es más del doble de la longitud de los especímenes del Cretácico más grande (3 metros frente a 1,5 metros). Los campsosaurios disminuyeron hacia el final del Paleoceno y se extinguieron hacia el Mioceno.
Los dinosaurios podrían haber sobrevivido en cierta medida en los principios del Daniano del Paleoceno. Esto se debe al controvertido descubrimiento de un hueso de la pata de un hadrosáurido, hallado en el sur de Estados Unidos. El fósil fue datado a principios del Paleoceno, aproximadamente hace 64 millones de años. Esto implicaría que algunos dinosaurios sobrevivieron a la extinción del Cretácico. Sin embargo, lo más probable es que se trate de un fósil reelaborado. También sobrevivieron los miembros de los Crocodylomorpha que existieron desde el período Triásico, incluyendo a formas basales terrestres como los sebécidos, destacándose en este período Bretesuchus, Ilchunaia y Zulmasuchus. Ejemplos de cocodrilos del Paleoceno del grupo más avanzado Eusuchia, que comprende a las formas actuales son Borealosuchus y el aligátor Wannaganosuchus.

### Vida marina
Los mares templados se distribuían por todo el mundo, incluidos los polos. El principio del Paleoceno mostraba una baja diversidad y abundancia de vida marina, pero esta tendencia se invirtió a medida que avanzaba la época. Las condiciones tropicales dieron lugar a una abundante vida marina, incluidos los arrecifes de coral. 
Con la desaparición de los reptiles marinos al final del Cretácico, los tiburones se convirtieron en los principales depredadores. Al final del Cretácico, los ammonites y muchas especies de foraminíferos se extinguieron. La fauna marina también llegó a parecerse a la fauna moderna, faltando sólo los mamíferos marinos y los tiburones carcarínidos. 